# Fédération des entreprises de sécurité fiduciaire
La FEDESFI (Fédération des entreprises de la sécurité fiduciaire) est un syndicat professionnel des entreprises de sécurité œuvrant dans le domaine du transport de fonds en France.
Ses buts sont :
- représenter la profession auprès des pouvoirs publics
- défendre les intérêts de la profession
- promouvoir le développement des métiers de la sécurité fiduciaire

Le syndicat représente environ 10 000 employés.

## Les adhérents
- Brink's
- Securitas AB
- Prosegur
- Corstrans
- ESSE
- Est Valeurs
- Keepway
- Sazias
- Temis
- Valtis